# جان كلايتون
جان كلايتون (بالإنجليزية: Jan Clayton)‏ هي ممثلة أمريكية، ولدت في 26 أغسطس 1917 في الولايات المتحدة، وتوفيت بنفس المكان في 28 أغسطس 1983 بسبب سرطان. بدأت مشوارها المهني سنة 1935.

## أعمال

### مسلسلات
- لاسي

## وصلات خارجية
- جان كلايتون على موقع IMDb (الإنجليزية)
- جان كلايتون على موقع ألو سيني (الفرنسية)
- جان كلايتون على موقع ميوزك برينز (الإنجليزية)
- جان كلايتون على موقع أول موفي (الإنجليزية)
- جان كلايتون على موقع قاعدة بيانات برودواي على الإنترنت (الإنجليزية)
- جان كلايتون على موقع قاعدة بيانات الأفلام السويدية (السويدية)
- جان كلايتون على موقع إن إن دي بي (الإنجليزية)
- جان كلايتون على موقع ديسكوغز (الإنجليزية)
- جان كلايتون على موقع قاعدة بيانات الفيلم (الإنجليزية)
- جان كلايتون على موقع كينوبويسك (الروسية)